# Anthonis de Roovere
Anthonis de Roovere, né à Bruges (en comté de Flandre) vers 1430 et mort le 16 mai 1482, est un poète et un prosateur en moyen néerlandais des Pays-Bas méridionaux.
De façon fructueuse, De Roovere incarne deux traditions importantes : celles de la poésie flamande et française.  Sa devise est construite à partir d'une anagramme : Den voys hoort eer an (« La voix mérite l'honneur »).

## Biographie
Son père était peut-être Jan de Roovere, en 1428 l'un des fondateurs de la chambre de rhétorique du Saint-Esprit, la première à Bruges.  Maître maçon de profession, ce poète urbain de Bruges était sans doute aussi membre de la chambre de rhétorique du Saint-Esprit de sa ville natale.  Déjà à l'âge de dix-sept ans, il aurait remporté le premier prix au concours organisé par la chambre de rhétorique à Bruges avec son refrain (genre de ballade) en guise de réponse à la question, proposée par les organisateurs, de savoir si le cœur d'une mère est autorisé à mentir.
Si son talent fut aussi apprécié ailleurs, la ville de Bruges saura néanmoins acheter sa loyauté comme poète urbain, moyennant une rente annuelle de six livres flamandes, versée à partir de 1466.  Cette pension, allouée à De Roovere par le magistrat de Bruges à la demande de Charles le Téméraire, fut également à titre de récompense pour services rendus, en particulier pour l'écriture et la représentation de moralités, d'esbattements et de diverses autres œuvres joyeuses de rhétorique.  Ainsi, en 1466, De Roovere avait produit trois moralités à l'occasion de la compétition à Lierre.  En outre, de son œuvre dramatique, il ne nous reste plus que son Quicunque vult salvus esse, un jeu autour du symbole d'Athanase et des Apôtres.
En 1468, il composa encore un poème acrostiche sur la mort de Philippe III, duc de Bourgogne, imprimé dans Die Excellente Chronycke van Vlaenderen (L'Excellente chronique de Flandre).  Cette chronique a été transmise par l'édition imprimée en 1531 et de sept manuscrits du XVe siècle.  Toutes ces sources mentionnent Anthonis de Roovere comme l'auteur d'au moins une partie de la chronique.  Ce fut peut-être De Roovere qui rédigea les textes sur les années 1437 à 1482, comme l'indiquent d'ailleurs la première édition ainsi que plusieurs manuscrits.  Il se peut que l'annuité payée par la ville de Bruges depuis 1467 soit en rapport avec cette chronique.  De Roovere serait également l'auteur d'une carnacioen, c'est-à-dire un chronogramme inclus dans un récit en prose décrivant la Joyeuse Entrée de Marguerite d'York à Bruges (1468).  Il est douteux que toute l'histoire puisse lui être attribuée.
De Roovere devait sa renommée en premier lieu à son éloge du Saint-Sacrement (Lof van den heijlighen sacramente), un long refrain accroché aux murs de différentes églises, qui lui valut les titres de docteur et poète rhétoricien flamand (« Vlaemsch doctoor ende poetisch rethorizien ») et de prince de la chambre de rhétorique.  Aussi s'agit-il de la seule œuvre imprimée de son vivant dans Die Tafel des kersteliken levens (Le Tableau de la vie chrétienne) chez Gheraert Leeu à Gouda en 1478 ; aussi la première d'un poète en moyen néerlandais, publiée un an après le premier livre imprimé en moyen néerlandais, la Bible de Delft de 1477.

## Publications posthumes
Hormis les contributions de De Roovere insérées dans la chronique mentionnée ci-dessus, parue en 1531, on a publié de lui une dispute sur la paix et la guerre, Van pays ende oorloghe, à Anvers chez Hans van Liesvelt en 1557, réimprimée en 1578 par Jan van Ghelen.  Il s'agit d'un long et facile dialogue rimé de 530 vers, où on discute les avantages et les inconvénients de la paix et de la guerre, la première prenant le dessus sur la seconde.
Seulement en 1562 paraissent, chez Jan van Ghelen à Anvers, les Rethoricale wercken (Œuvres rhétoriciennes) d'Anthonis de Roovere, un recueil de poèmes - comprenant essentiellement des refrains et des ballades - édité et introduit par Eduard de Dene.  Dans une séquence aléatoire se trouvent ici rassemblés des poèmes religieux - parmi lesquels de nombreuses louanges assez sophistiquées en l'honneur de la Vierge Marie -, ainsi que des textes éthiques et didactiques, dont certains sont emblématiques et réservés, alors que d'autres sont tristes ou témoignent, d'un air méprisant, de la rage et du vide dans ce monde.  Il y a également des satires étonnamment fortes - y compris quatre rondeaux particulièrement acerbes - sur un système social vicieux dont le petit homme, modeste et honnête, est toujours la dupe.  Puis, il y a des ballades amoureuses, folles ou aux sujets historico-allégoriques ainsi que des refrains plus simples.

## Notoriété
Outre les récompenses obtenues pendant sa vie, comme le prix remporté à Bruges ou l'annuité, l'appréciation de ce poète est illustrée par l'impression de ses poèmes à Gouda, ainsi que par les copies qui en ont été faites à Leyde, à Bréda, à Gand et à Bruxelles ; à Lierre, il est sollicité pour trois représentations de pièces dramatiques, pour lesquelles ses honoraires s'élevènt à 18 patards.
Parmi les poèmes sur le thème de la vanité, c'est Vander mollenfeeste (La Fête des taupes) 	qui a acquis la plus grande renommée, un poème dans l'esprit de la danse macabre où la mort est présentée comme une invitation à la fête souterraine.  Dans le genre « fou » ou comique, c'est surtout le refrain burlesque, Sotte amoureusheyt van Pantken en Pampoeseken, qui est considéré comme une perle du genre.
En dénonçant les abus et en prenant la défense des personnes pauvres et âgées, De Roovere témoigne d'un regard critique sur son temps.  Il écrit des rondeaux dans lesquels il donne des commentaires d'un ton moqueur sur les parasites et les lèche-bottes : celui qui n'apprend pas à flagorner ne trouve pas sa place dans ce monde, écrit-il.  Ses œuvres sont lardées d'humour.  Ainsi Vander mollenfeeste est plein d'humour noir.  Dans De Hennetaster, un poème beaucoup plus léger, un fermier reproche à sa femme son oisiveté ; elle lui propose alors de renverser les rôles pour toute une journée.  Le fermier, échouant aux tâches qu'il doit accomplir, et qui incombent normalement à une femme, finit par se ridiculiser.  La morale est donc que tout le monde doit se contenter de faire son propre devoir.

## Ressources

### Sources
- (nl + en) Anthonis de Roovere, en ligne, [s. d.], réf. du 17 janvier 2014. [www.biografischportaal.nl] (Portail biographique des Pays-Bas).
- (nl) Coigneau, Dirk.  « Roovere, Anthonis de », De Nederlandse en Vlaamse auteurs van middeleeuwen tot heden met inbegrip van de Friese auteurs (réd. Gerrit Jan van Bork et Pieter Jozias Verkruijsse), Weesp, De Haan, 1985.
- (nl) Frederiks, Johannes Godefridus, et Frans Jozef van den Branden.  « Anthonis de Roovere », Biographisch woordenboek der Noord- en Zuidnederlandsche letterkunde, Amsterdam, L.J. Veen, 1888-1891, p. 670-671.
- (nl) Klapwijk, Cees (réd.).  Anthonis de Roovere, Brugge 1430-Brugge1482, en ligne, [s. d.], réf. du 17 janvier 2014.  [www.literatuurgeschiedenis.nl].
- (nl) Oosterman, Johan B.  « Anthonis de Roovere. Het werk: overlevering, toeschrijving en plaatsbepaling », Jaarboek De Fonteine, année 1995-1996, Gand, Koninklĳke Soevereine Hoofdkamer van Retorica De Fonteine, 1997, p. 29-140.
- (nl + en) Oosterman, Johan B.  « De Excellente cronike van Vlaenderen en Anthonis de Roovere », Tijdschrift voor Nederlandse Taal- en Letterkunde, année 118, Leyde, Stichting Dimensie, 2002, p. 22-33.
- (nl) Oosterman, Johan B.  « Tussen twee wateren zwem ik: Anthonis de Roovere tussen rederijkers en rhétoriqueurs », Jaarboek De Fonteine 49-50 (1999-2000), Gand, Koninklĳke Soevereine Hoofdkamer van Retorica De Fonteine, p. 11-29.
- (nl) Oudste bron met werk Anthonis de Roovere duikt op, en ligne, 3 juin 2009, réf. du 17 janvier 2014.  [www.ru.nl] (Université Radboud de Nimègue).
- (nl) O wonderlic Werc, en ligne, [s. d.].  [www.erfgoedcelbrugge.be].
- (nl) Witsen-Geysbeek, Pieter Gerardus.  « Anthonis de Rouere », Biographisch anthologisch en critisch woordenboek der Nederduitsche dichter. Deel 5. OGI-VER, 1824, p. 191-192.
- (nl) Anton van Duinkerken, Achter de vuurlijn, Hilversum, Paul Brand’s Uitgeversbedrijf, 1930, 270 p. (lire en ligne), « Anthonis de Roovere », p. 11-18.